# MEME (Brian the Sunのアルバム)
『MEME』（ミーム）は、Brian the Sunのメジャー3枚目（通算5枚目）のフルアルバム。2019年3月13日にEpic Records Japanから発売された。

## 概要
前作『the Sun』から約1年2ヶ月ぶりのフルアルバム。
テレビアニメ『BORUTO-ボルト- NARUTO NEXT GENERATIONS』オープニングテーマとなった「Lonely Go!」を含む全11曲を収録。今回のアルバムはサウンド・プロデューサーに江口亮を迎えて全曲の制作を行っており、外部プロデューサーで全曲録音するのはバンドとして初の試みとなる。
通常盤、初回生産限定盤の2形態でリリースされ、初回生産限定盤付属のDVDには「Lonely Go!」Music VideoとMaking Movieに加え、東京・代官山UNITで行われた自主企画「Four Bright Lights」のLIVE映像を収録。

## 収録曲
全作詞・作曲∶森良太

### CD
1. Lonely Go! [3:56] 
  - メジャー4thシングル
  - テレビアニメ『BORUTO-ボルト- NARUTO NEXT GENERATIONS』オープニングテーマ
2. まじでうるせえ [3:27]
3. 忘れていたこと [5:06]
4. Re:mon [3:26]
5. ファストワルツ [3:44]
6. グリーンアルバム [5:38]
7. 夢の国 [3:59]
8. 死 [4:21]
9. 僕らの未来を照らすためのうた [3:12]
10. MINT [4:52]
11. MILK [4:23]

### DVD

#### 初回生産限定盤
1. 「Lonely Go!」Music Video
2. 「Lonely Go!」 MV-Making Movie
3. 神曲 (Live at 代官山UNIT「Four Bright Lights」2018.12.11)
4. 都会の泉 (Live at 代官山UNIT「Four Bright Lights」2018.12.11)
5. Lonely Go! (Live at 代官山UNIT「Four Bright Lights」2018.12.11）
6. HEROES (Live at 代官山UNIT「Four Bright Lights」2018.12.11)
7. Good-bye My Old Self (Live at 代官山UNIT「Four Bright Lights」2018.12.11)